# 太平川
太平川 (たいへいがわ) は、秋田県秋田市を流れる雄物川水系支流の一級河川である。

## 地理
秋田市の北東部、太平山から連なる尾根の南側、鶴ガ岳・剣岳・越家森（おっけさもり）の間に源を発する。上流から深木沢、無知志沢、皿見内沢、小黒沢川、八田川、宝川、猿田川などを集め、茨島地区で旭川に合流する。直後に旭川は秋田運河（旧雄物川）に合流する。

## 災害
- 平成29年7月22日からの大雨により氾濫した。
- 令和5年7月14日からの梅雨前線による大雨により氾濫した。

## 流域の自治体
秋田県
秋田市

## 支流
上流より記載
- 深木沢
- 無知志沢
- 皿見内沢
- 砂子沢
- 小黒沢川
  - 小黒沢
- 八田川
  - 矢櫃沢
- 宝川
  - 寒川
- 猿田川
  - 大戸川
  - 古川

## 橋梁
上流より記載
- 橋（秋田県道28号秋田岩見船岡線）
- 橋（秋田県道28号秋田岩見船岡線）
- 地主橋（秋田県道28号秋田岩見船岡線）
- 新皿見内橋（秋田県道28号秋田岩見船岡線）
- 橋（県道28号旧道）
- 一ノ関橋（秋田県道28号秋田岩見船岡線）
- 橋
- 黒沢橋（秋田県道28号秋田岩見船岡線）
- 橋（秋田県道28号秋田岩見船岡線）
- 橋
- 橋
- 橋（秋田県道28号秋田岩見船岡線）
- 本宿橋
- 本町橋
- 目長崎橋（秋田県道28号秋田岩見船岡線）
- 太平川橋（秋田自動車道）
- 橋
- 柳田石神橋（秋田中央広域農道）
- 新竹生橋
- 上崎橋
- 石動橋
- 松崎橋
- 広面1号橋
- 広面大橋（秋田県道62号秋田北野田線）
- 橋
- 桜橋
- 桜大橋（秋田県道41号秋田昭和線）
- 橋
- 横森橋
- 才八橋
- （奥羽本線）
- （羽越本線）
- 百石橋
- 愛宕下橋
- 太平川橋（羽州街道、通称・旧称「牛島橋」）
- 太平大橋（秋田県道28号秋田岩見船岡線）